# 安德鲁·莱斯尼
安德鲁·莱斯尼，A.C.S.，A.S.C.（英語：Andrew Lesnie，1956年1月1日—2015年4月27日）是一名澳大利亚电影摄影师。1979年他毕业于澳大利亚影视和广播学院（Australian Film, Television and Radio School）。
1995年作品《小猪宝贝》和续集《小猪进城》让他获得了关注度。后来在彼得·傑克森执导的史诗巨作《指环王》系列中他担任摄影师，并收获了许多奖项，其中2001年的《指环王：护戒使者》为他赢得第74届奥斯卡金像奖最佳攝影獎。此后他继续与彼得·傑克森合作，拍摄了《金刚》、《可爱的骨头》和《霍比特人电影系列》。与其他导演合作的主要作品还有2011年的《猿人争霸战：猩凶革命》。
他曾居住在悉尼，是澳大利亚电影摄影师协会和美国电影摄影师协会成员。
2015年4月27日，莱斯尼因突發心臟病去世，享年59歲。

## 电影作品
- Fair Game （1986）
- The Delinquents （1989）
- The Girl Who Came Late (1991)
- 《誘僧》/Temptation of a Monk (You seng) （1993） (与黃岳泰合作)
- 《小猪宝贝》/Babe （1995）
- Two If by Sea (1996)
- Doing Time for Patsy Cline （1997）
- 《小猪进城》/Babe: Pig in the City （1998）
- 《指环王：护戒使者》 （2001） 获得奧斯卡最佳攝影獎
- 《指环王：双塔奇兵》 （2002)
- 《指环王：王者归来》 （2003）
- Love's Brother （2004）
- 《金剛》/King Kong (2005)
- 《快乐脚》/Happy Feet (2006) (live action unit)
- 《我是传奇》/I Am Legend （2007）
- Shine a Light （2008） (camera operator)
- 《可爱的骨头》/The Lovely Bones （2009）
- Bran Nue Dae （2009）
- 《最后的气宗》/The Last Airbender （2010）
- 《猿人爭霸戰：猩凶革命》/Rise of the Planet of the Apes （2011）
- 《霍比特人：意外旅程》 （2012）
- 《哈比人：荒谷魔龍》 （2013）
- 《哈比人：五軍之戰》 （2014）